# فيكتور الكانتارا
فيكتور الكانتارا هو لاعب محترف لكرة القاعدة ‏ دومينيكاني، ولد في 3 أبريل 1993 في سانتو دومينغو في جمهورية الدومينيكان.

## وصلات خارجية
- فيكتور الكانتارا على موقع دوري كرة القاعدة الرئيسي (الإنجليزية)
- فيكتور الكانتارا على موقعبيزبول رفرنس.كوم (الدوري الرئيسي) (الإنجليزية)
- فيكتور الكانتارا على موقعبيزبول رفرنس.كوم (الدوري الثانوي) (الإنجليزية)
- فيكتور الكانتارا على موقع إي إس بي إن.كوم (أم.أل.بي) (الإنجليزية)
- فيكتور الكانتارا على موقع مشجعي الرسوم البيانية (الإنجليزية)